# Benjamín Arce
Benjamín Arce (Santiago del Estero, Argentina, 13 de abril de 1941 - Ibíd., 10 de agosto de 2010) fue un baloncestista argentino. Actuó en 17 ediciones del Campeonato Argentino de Básquet, conquistando el título en 1962 y 1968 con la selección de Santiago del Estero, motivo por el cual es considerado uno de los máximos referentes del baloncesto en su provincia. También fue miembro de la selección de básquetbol de Argentina. 

## Trayectoria
Arce comenzó a practicar baloncesto en 1954 en Juventud BBC de su ciudad natal. En 1959 abandonó las categorías juveniles para actuar con el equipo superior. Ese año hizo también su debut con el seleccionado de Santiago del Estero en la XXVI edición del Campeonato Argentino de Básquet, organizado en la ciudad de Neuquén.
En 1960 dejó Santiago del Estero para reubicarse en Buenos Aires. En esa ciudad se unió al equipo de baloncesto del club Atlanta, pasando a competir en los torneos porteños. Por su estilo de juego y su gran capacidad goleadora, no tardó en afianzarse como uno de los titulares del equipo (en el cual también jugaban otros baloncestistas de la época como Horacio Seguí, Daniel Corvalán y Antonio Gornatti). Arce jugaba en las posiciones que actualmente corresponderían al escolta y al alero. En 1971 tuvo su consagración con el club de Villa Crespo, obteniendo el título de Primera División al vencer a River Plate en una final disputada en el Luna Park. En paralelo a sus actividades deportivas, estudió contabilidad en la Universidad de Buenos Aires. 
Regresó a su ciudad natal en 1972, reincorporándose a Juventud BBC, entidad con la que jugaría en el torneo local hasta su retiro en 1978.
El jugador asumió un compromiso muy estrecho con su provincia, participando repetidamente del Campeonato Argentino de Básquet. Su actuación fue fundamental para que su equipo se consagrara campeón de la edición de 1962 disputada en Posadas y de la de 1968 disputada en Santiago del Estero.

## Selección nacional
Arce jugó en la selección de básquetbol de Argentina durante la década de 1960. Además de varios partidos y torneos amistosos, estuvo presente en el Campeonato Sudamericano de Baloncesto de 1966 (en el que su equipo se consagró campeón), el torneo de baloncesto de los Juegos Panamericanos de 1967 y el Campeonato Sudamericano de Baloncesto de 1969.

## Fallecimiento
El 7 de agosto de 2010 el jugador sufrió un duro golpe en la cabeza, producto de una caída mientras disputaba un partido en la inauguración del nuevo campo de juego de la Asociación Santiagueña de Básquetbol de Veteranos. Fue prontamente internado, entrando en estado de coma. El 10 de agosto se produjo finalmente su deceso.

## Homenajes
En 2018 el Senado de la Nación Argentina, para honrar a Arce, sancionó una ley declarando que el día 10 de agosto debe conmemorarse el "Día Nacional del Veterano del Básquet".